# Palazzo Frascara
Palazzo Frascara, także Ciogni-Frascara – XVI-wieczny miejski dom mieszkalny w Rzymie, w latach 1931-1940 siedziba Ambasady Rzeczypospolitej Polskiej przy Stolicy Apostolskiej, obecnie jeden z budynków kompleksu uniwersyteckiego Gregorianum.

## Lokalizacja
Palazzo Frascara znajduje się przy Piazza della Pilotta 3 w rzymskim rione Trevi.

## Historia
Pałac pochodzi z pierwszej połowy XVI wieku. Pierwotnie należał do kawalera maltańskiego Francesco Ciogniego, który w 1548 otrzymał tytuł szlachecki. W XIX wieku znajdował się w rękach rodziny Lazzaronich. W latach 1931–1940 na jednym z pięter miała swoją siedzibę Ambasada Rzeczypospolitej Polskiej przy Stolicy Apostolskiej. Rezydowali w niej ambasadorowie Władysław Skrzyński i Kazimierz Papée. W 1940 ambasadę przeniesiono do Domu św. Marty na terenie Watykanu. Obecnie Palazzo Frascara jest jednym z budynków Papieskiego Uniwersytetu Gregoriańskiego.